# کارلو کارداسیو
کارلو کارداسیو (انگلیسی: Carlo Cardascio؛ زادهٔ ۶ نوامبر ۱۹۷۹) بازیکن فوتبال اهل ایتالیا است.
از باشگاه‌هایی که در آن بازی کرده‌است می‌توان به باشگاه فوتبال لودیجیانی کالچو، باشگاه فوتبال باری، و باشگاه فوتبال پالرمو اشاره کرد.
وی همچنین در تیم‌های ملی فوتبال زیر ۱۶ سال ایتالیا، زیر ۱۷ سال ایتالیا، و زیر ۲۰ سال ایتالیا بازی کرده‌است.